# تپه اوچ بلاغ قراجه
تپه اوچ بلاغ قراجه مربوط به سده‌های اولیه دوران‌های تاریخی پس از اسلام است و در شهرستان میانه، بخش مرکزی، دهستان کله بوز شرقی، چسبیده به شرق روستای قراجه واقع شده و این اثر در تاریخ ۱۵ اسفند ۱۳۸۵ با شمارهٔ ثبت ۱۷۹۲۲ به‌عنوان یکی از آثار ملی ایران به ثبت رسیده است.